# باشگاه والیبال استقلال تهران

تیم والیبال تاج

باشگاه والیبال استقلال ایران که به اختصار استقلال، استقلال ایران و استقلال تهران نیز نامیده می‌شود، یک باشگاه والیبال حرفه‌ای و ریشه دار در ایران است که در چهارم مهر ۱۳۲۴ در شهر تهران بنیان‌گذاری شد. این باشگاه تا پیش از انقلاب ۱۳۵۷ در ابتدا دوچرخه‌سواران و سپس تاج نام داشت.

## پیشینه
در مسابقات والیبال قهرمانی باشگاههای تهران که در اواخر سال ۱۳۴۹ و فروردین سال ۱۳۵۰ برگزار گردید تیم والیبال باشگاه تاج هر یازده بازی را برد پشت سر گذاشت و جمعا موفق شد ۳۳ گیم را ببرد و فقط ۶ گیم را واگذار کرد و با کسب ۲۲ امتیاز به مقام قهرمانی رسید. اعضای تیم تاج در این مسابقات: خسرو نیاکان، هوشنگ ملک‌لو، مصطفی ذوقی، ارژنگ مهاجر، ناصر میرفخرایی، حسن محمدنبی، بهمن غیاثی، مجید مسگرها، حسین بهرام‌صفت و داود ایرانیان (مربی).
تیم والیبال تاج به مقام قهرمانی مسابقات جام دهه انقلاب در سال ۱۳۵۱ رسید. بازیکنان تیم تاج در این سال عبارت بودند از: ناصر میرفخرایی، محمدرضا مجتهد، محسن نخعی، حسن محمدنبی، عزیز پرتوی، مصطفی ذوقی، خسرو ملک‌پور، خسرو نیاکان، هوشنگ ملک‌لو، امیر حیدری، مهدی صابرپور - مربی: داود دارابیان.
تیم والیبال تاج به مقام قهرمانی مسابقات جام آزمایش در سال ۱۳۵۱ نایل آمد. بازیکنان تیم تاج در این سال عبارت بودند از: ناصر میرفخرایی، محمد رضا مجتهد، محسن نخعی، حسن محمدنبی، عزیز پرتوی، مصطفی ذوقی، خسرو ملک‌پور، هوشنگ ملک‌لو، امیر حیدری، مهدی صابرپور، عبدالحسین فاطمی، خسرو نیاکان و مربی تیم: داود دارابیان.

### حضور در آسیا
باشگاه والیبال استقلال در پی قهرمانی در جام حذفی والیبال ایران ۱۳۶۷ یک دوره هم در مسابقات والیبال قهرمانی باشگاه های آسیا حضور داشت.

## افتخارات

### سراسری

#### لیگ سراسری ایران
جام پاسارگاد
- قهرمان (۲ بار): ۱۳۵۵ و ۱۳۵۶
- مقام سوم: ۱۳۵۴

#### جام حذفی والیبال
- قهرمان (۲ بار): ۱۳۵۶، ۱۳۶۷
- نایب‌قهرمان: ۱۳۵۵

### استانی

#### مسابقات قهرمانی باشگاه‌های تهران
- قهرمان (۳ بار): ۱۳۳۶، ۱۳۵۰، ۱۳۵۱

#### جام‌های دیگر
- قهرمان جام دهه انقلاب: ۱۳۵۱

- قهرمان جام آزمایش: ۱۳۵۱

- قهرمان جام دنیای ورزش: ۱۳۵۳

## جستار های وابسته
- فدراسیون والیبال ایران
- تیم ملی والیبال مردان ایران
- جام پاسارگاد